# Валнес, Эрик
Эрик Вальнес (норв. Erik Valnes; род. 19 апреля 1996, Тромсё) — норвежский лыжник, Олимпийский чемпион 2022 года и трёхкратный чемпион мира 2021 и 2025 годов, серебряный призёр в личном спринте и разделке. Двухкратный чемпион мира среди юниоров в спринтерских гонках (2018, 2019), победитель и призер этапов Кубка мира.

## Биография
2 декабря 2017 года Эрик Валнес дебютировал в Кубке мира, это произошло на домашнем этапе в Лиллехамере, где он занял 27 место в спринте. Спустя два месяца на Чемпионате мира среди юниоров-2018 в Швейцарии спортсмен выиграл золотую медаль с спринтерской гонке.
В сезоне 2018/2019 пришли первые серьезные успехи в Кубке мира. На этапе в немецком Дрездене он 12 января 2019 года он впервые попал на подиум - в спринтерской гонке он занял 3 место, а на завтра вместе с Синдре Бьёрнестадом Скаром он победил в командном спринте. Спустя восемь дней он повторил прошлогодний успех, став двухкратным чемпионом мира среди юниоров в спринте, выиграв соревнования в Лахти.
С сезона 2019/2020 Эрик закрепился в основном составе сборной Норвегии. Первая победа на этапе Кубка мира пришла к нему 27 ноября 2020 года в первой гонке сезона в финской Руке. Там Валнес смог опередить в финишном створе своего соотечественника Йоханнеса Клебо, прервав рекордную серию оного из 16 побед в спринтах подряд.
В сезоне 2023/2024 Эрик стал третьим в общем зачете Кубка мира, уступив Харальду Амундсену и Йоханнесу Клебо.
На Чемпионате мира по лыжным видам спорта 2023 в Планице (Словения) в полуфинальном забеге спринта классическим стилем Эрик упал и сломал лыжу. После этого инцидента Валнес не попал в командный спринт и эстафету, таким образом, он стартовал только в одной гонке за весь чемпионат.
На Чемпионате мира по лыжным видам спорта 2025 в Тронхейме (Норвегия) Эрик пропустил спринт из-за боли в спине, но через несколько дней принял участие в гонке с раздельным стартом на 10км классическим стилем и завоевал серебро, уступив Йоханнесу Клебо 8,8 сек. Затем стал чемпионом мира командном спринте (вместе с Йоханнесом Клебо) и эстафете.
В сезоне 2024/2025 занял второе место в спринтерском зачете Кубка мира.
Выступает за спортивный клуб Bardufoss Og omegn if.

## Результаты на крупнейших соревнованиях

### Зимние Олимпийские игры
| Олимпийские игры | Спринт | Командный спринт | 15 км раздельный старт | 15+15 км | 50 км масс-старт | Эстафета |
| ---------------- | ------ | ---------------- | ---------------------- | -------- | ---------------- | -------- |
| 2022 Пекин       | 11     | 1                | 15                     | —        | —                | —        |

### Чемпионаты мира по лыжным видам спорта
| Чемпионат мира  | Спринт | Командный спринт | 10 км раздельный старт | Скиатлон | 50 км масс-старт | Эстафета |
| --------------- | ------ | ---------------- | ---------------------- | -------- | ---------------- | -------- |
| 2021 Оберстдорф | 2      | 1                | —                      | —        | —                | —        |
| 2023 Планица    | 11     | —                | —                      | —        | —                | —        |
| 2025 Тронхейм   | —      | 1                | 2                      | —        | —                | 1        |

### Подиумы на этапахКубка мира
| №   | Сезон   | Дата            | Город          | Тип гонки                                             | Место |
| --- | ------- | --------------- | -------------- | ----------------------------------------------------- | ----- |
| 1   | 2018–19 | 12 января 2019  | Дрезден        | Спринт (свободный стиль)                              | 3     |
| 2   | 2018–19 | 13 января 2019  | Дрезден        | Командный спринт (свободный стиль)                    | 1     |
| 3   | 2019–20 | 21 декабря 2019 | Планица        | Спринт (свободный стиль)                              | 3     |
| 4   | 2019–20 | 22 декабря 2019 | Планица        | Командный спринт (свободный стиль)                    | 1     |
| 5   | 2019–20 | 26 января 2020  | Оберсдорф      | Спринт (классический стиль)                           | 3     |
| 6   | 2019–20 | 8 февраля 2020  | Фалун          | Спринт (классический стиль)                           | 2     |
| 7   | 2019–20 | 22 февраля 2020 | Тронхейм       | Спринт (классический стиль)                           | 3     |
| 8   | 2020–21 | 27 ноября 2020  | Рука           | Спринт (классический стиль)                           | 1     |
| 9   | 2021–22 | 26 ноября 2021  | Рука           | Спринт (классический стиль)                           | 3     |
| 10  | 2021–22 | 5 декабря 2021  | Лиллехаммер    | Эстафета 4х7,5 (1 этап, классический стиль)           | 1     |
| 11* | 2021–22 | 1 января 2022   | Оберсдорф      | Спринт (классический стиль)                           | 2     |
| 12  | 2022–23 | 14 марта 2023   | Драммен        | Спринт (классический стиль)                           | 2     |
| 13  | 2022–23 | 18 марта 2023   | Фалун          | Спринт (свободный стиль)                              | 2     |
| 14  | 2022–23 | 24 марта 2023   | Лахти          | Командный спринт (свободный стиль)                    | 1     |
| 15  | 2022–23 | 25 марта 2023   | Лахти          | Спринт (классический стиль)                           | 3     |
| 16  | 2023-24 | 24 ноября 2023  | Рука           | Спринт (классический стиль)                           | 1     |
| 17  | 2023-24 | 25 ноября 2023  | Рука           | Гонка с раздельным стартом 10 км (классический стиль) | 3     |
| 18  | 2023-24 | 9 декабря 2023  | Остерсунд      | Спринт (классический стиль)                           | 2     |
| 19* | 2023-24 | 31 декабря 2023 | Тоблах         | Гонка с раздельным стартом 10 км (классический стиль) | 2     |
| 20* | 2023-24 | 1 января 2024   | Тоблах         | Гонка преследования 20 км (свободный стиль)           | 2     |
| 21* | 2023-24 | 6 января 2024   | Валь-ди-Фьемме | Масс-старт 15 км (классический стиль)                 | 1     |
| 22  | 2023-24 | 19 января 2024  | Оберхоф        | Спринт (классический стиль)                           | 1     |
| 23  | 2023-24 | 20 января 2024  | Оберхоф        | Масс-старт 20 км (классический стиль)                 | 1     |
| 24  | 2023-24 | 21 января 2024  | Оберхоф        | Эстафета 4х7,5 (2 этап, классический стиль)           | 1     |
| 25  | 2023-24 | 10 февраля 2024 | Кенмор         | Спринт (свободный стиль)                              | 2     |
| 26  | 2023-24 | 13 февраля 2024 | Кенмор         | Спринт (классический стиль)                           | 3     |
| 27  | 2024-25 | 30 ноября 2024  | Рука           | Спринт (классический стиль)                           | 2     |
| 28  | 2024-25 | 14 декабря 2024 | Давос          | Спринт (свободный стиль)                              | 3     |
| 29* | 2024-25 | 29 декабря 2024 | Тоблах         | Масс-старт 15 км (классический стиль)                 | 2     |
| 30  | 2024-25 | 18 января 2025  | Ле Рус         | Спринт (классический стиль)                           | 3     |
| 31  | 2024-25 | 31 января 2025  | Конье          | Командный спринт (классический стиль)                 | 1     |
| 32  | 2024-25 | 1 февраля 2025  | Конье          | Спринт (классический стиль)                           | 1     |
| 33  | 2024-25 | 14 февраля 2025 | Фалун          | Спринт (классический стиль)                           | 2     |
| 34  | 2024-25 | 15 февраля 2025 | Фалун          | Гонка с раздельным стартом 10 км (классический стиль) | 3     |

* - гонка проходила в рамках Тура

### Положение в зачетеКубка мирапо лыжным гонкам
| Сезон                  | 2017/2018 | 2018/2019 | 2019/2020 | 2020/2021 | 2021/2022 | 2022/2023 | 2023/2024 | 2024/2025 |
| Общий зачёт Кубка мира | 120       | 40        | 12        | 38        | 5         | 10        | 3         | 3         |
| Спринтерские виды      | 66        | 12        | 2         | 17        | 7         | 8         | 2         | 2         |
| Дистанционные виды     |           |           | 33        | 46        | 21        | 36        | 8         | 17        |